# Torpeks
Torpeks („Torpedo eksploziv“) je sekundarni eksploziv, 50% jači od TNT-a po masi.  Torpeks sadrži 42% RDX,  40% TNT i 18% aluminijuma u prahu. Korišćen je u Drugom svetskom ratu od kraja 1942. godine, kada su neki koristili nazive Torpeks i RDX naizmenično, što je izazvalo zabunu današnjih istorijskih istraživača. Torpeks se pokazao posebno korisnim u podvodnoj municiji jer je aluminijumska komponenta imala efekat da eksplozivni puls traje duže, što je povećalo razornu moć. Pored torpeda, pomorskih mina i dubinskih bombi,  kao i u dronovima angažovanim u operaciji Afrodita.  Torpeks je odavno zamenjen kompozicijama H6 i eksploziva vezanim za polimer (PBKS).  Zbog toga se smatra zastarelim i malo je verovatno da će se Torpeks naći osim u staroj municiji ili neeksplodiranim ubojnim sredstvima, iako je značajan izuzetak od ovoga Sting Railako torpedo, koje od oktobra 2020. ostaje u službi Kraljevske mornarice i nekoliko stranih vojski. Nemački ekvivalent Torpeks-u je bio Trialen. 

## Razvoj
Torpeks je razvijen u Kraljevskoj fabrici baruta Valtham Abbei, u Ujedinjenom Kraljevstvu kao moćnija vojna alternativa TNT-u. RDX je razvijen 1899. Iako je bio veoma stabilan i služio kao referentna tačka po kojoj se ocenjuje osetljivost drugih eksploziva, bio je preskup za većinu vojnih primena i rezervisan za upotrebu u najvažnijim proizvodima, kao što su torpeda.  Aluminijumski prah je takođe dodat mešavini da bi se efekat dodatno poboljšao. Iako i RDX i TNT imaju negativan balans kiseonika , pregrejana aluminijumska komponenta ima tendenciju da doprinese prvenstveno produžavanju vremena ekspanzije gasova eksplozivnog produkta.  Beeswax (pčelinji vosak) je takođe dodat kao aflegmatizujući agens, za smanjenje osetljivosti na šok i udar.  Kasnije je beeswax zamenjen parafinskim voskom, a dodat je kalcijum hlorid kao apsorber vlage da bi se smanjila proizvodnja gasa vodonika pod visokom vlažnošću. 
Proizvodnja RDX-a u SAD je naglo porasla nakon napada Japanaca na Perl Harbor. U aprilu 1942. godine, 100 tona Kompozicije C (88% RDX i desenzibilizator nafte), takođe poznatog kao C-4, naručila je Kancelarija za strateške usluge.  Do 8. maja 1945. (Dan pobede u Evropi) Holston Ordnance Vorks je bio u punoj proizvodnji RDX-a bez kraja. U julu te godine vladini zvaničnici su obavestili fabriku da ne prelazi proizvodne kvote (kao što je to bila praksa do tada) jer su znali da je atomska bomba blizu završetka. 

## Korišćenje Torpeksa u konfliktima
Torpex je vrsta eksploziva koji je široko korišćen tokom Drugog svetskog rata, posebno od strane Britanske ratne mornarice. Naziv torpeks je izveden od engleskog „Torpedo Ekplosive“, prvobitno razvijenog za upotrebu u torpedima. Torpeks se pokazao posebno korisnim u podvodnoj municiji jer je aluminijum imao efekat produženja trajanja eksplozije, što je pojačalo njegovu razornu moć. Torpeks se koristio samo u kritičnim aplikacijama, kao što su torpeda. Takođe je korišćen na dronovima Operacije Afrodita.
Torpeks je odavno zamenjen sa Kompozicijom H6 i PBX sastavom. Sada se smatra zastarelim, što ga čini teško dostupnim osim ako je negde ostalo još uskladištene municije ili neeksplodiranih ubojnih sredstava.

## Nedeostaci ovog eksploziva Torpeksa
Jedan od glavnih nedostataka Torpeksa je to što je bio vrlo osetljiv na udarce, što ga čini potencijalno opasnim za rukovanje. Iz tog razloga, nakon Drugog svetskog rata, Torpeks je uglavnom zamenjen sigurnijim alternativama.

## Literatura
- Gannon, Robert (1996). Hellions of the Deep: The Development of American Torpedoes in World War II. University Park, PA: Pennsylvania State University Press. ISBN 0-271-01508-X. OCLC 32349009.
- Baxter, Colin F. (2018). The Secret History of RDX. The University Press of Kentucky. doi:10.2307/j.ctt2111h03.

## Dodatna literatura
- Rowland, Buford; Boyd, William B. (1947). U.S. Navy Bureau of Ordnance in World War II (Извештај). Washington, D.C.: Government Printing Office.